# فانيسا بيشوب
فانيسا بيشوب (بالإنجليزية: Vanessa Bishop)‏ هي كاتِبة بريطانية، ولدت في القرن العشرين.